# Georgi Davidov
Georgi Davidov (in bulgaro Георги Давидов?; Vraca, 2 agosto 1976) è un ex cestista e allenatore di pallacanestro bulgaro.

## Carriera
Con la Bulgaria ha disputato i Campionati europei del 2005.

## Palmarès

### Giocatore
- Coppa di Bulgaria: 2

Academic Sofia: 2006, 2007